# Gareth Jenkins
Pour les articles homonymes, voir Jenkins.
Pas d'image ? Cliquez ici

a Compétitions nationales et continentales officielles uniquement.

Dernière mise à jour le 27 décembre 2024.
Gareth Jenkins, né le 11 septembre 1951, est un entraîneur de rugby à XV gallois.

## Biographie
Jenkins a joué comme troisième ligne aile pour le club de Llanelli RFC, l'équipe B du pays de Galles et les Barbarians. 
Gareth Jenkins a participé à une tournée au Japon avec l'équipe du Pays de Galles de rugby à XV en 1975, mais il n'a eu aucune sélection officielle. Jenkins a réalisé la prouesse d'entraîner les deux clubs de Llanelli RFC, et des Llanelli Scarlets en même temps jusqu'à ce qu'il démissionne pour être nommé à la tête de l'équipe nationale.
Jenkins a fait environ 250 apparitions sous le maillot de Llanelli RFC depuis ses débuts à l'âge de 17 ans. Il faisait partie de la fameuse équipe de Llanelli qui battit la Nouvelle-Zélande 9-3 à Stradey Park en 1972.
Comme entraîneur de Llanelli RFC, il a connu quatre victoires dans la Coupe galloise, un doublé en 1992-93 Ligue-Coupe performance unique pour un club gallois. En 1998-99 et 2001-02 Llanelli a remporté le championnat semi-professionnel et la franchise Llanelli Scarlets a remporté la Ligue Celtique en 2003.
Il devient sélectionneur national du pays de Galles en avril 2006, succédant à Mike Ruddock. Présentant un bilan médiocre de 6 victoires en 20 matchs, il est limogé par sa fédération le 30 septembre 2007 après l'élimination prématurée de son équipe de la Coupe du monde de rugby à XV 2007.

## Palmarès

### Pour Llanelli RFC
- Coupe Galloise (8 victoires).
- Ligue Celtique en 1993.
- Championnat semi-professionnel 1999 et 2002.

### Pour Llanelli Scarlets
- Ligue Celtique en 2003.